# Mondonville
Mondonville település Franciaországban, Haute-Garonne megyében. Lakosainak száma 6003 fő (2022. január 1.). Mondonville Daux, Aussonne, Cornebarrieu, Pibrac, Lévignac és Montaigut-sur-Save községekkel határos.

## Népesség
A település népességének változása:
| Lakosok száma | 643  | 1245 | 1366 | 2689 | 4554 | 4521 | 4546 | 5166 | 5483 | 6003 |
|               | 1968 | 1982 | 1990 | 2006 | 2013 | 2015 | 2017 | 2019 | 2020 | 2022 |